# Desculpe, Mas Eu Vou Chorar
"Desculpe, Mas Eu Vou Chorar" é uma canção interpretada pela antiga dupla sertaneja Leandro & Leonardo. A música foi composta por César Augusto, um dos principais compositores sertanejos dos anos 90 e também produtor da dupla goiana.
A música faz parte do álbum Leandro e Leonardo, lançado em 1990 pela gravadora Chantecler e que vendeu mais de 3 milhões de cópias na época, nos formatos de LP e CD. Foi a 34º mais tocada nas rádios daquele ano e, entre os singles da dupla, ficou atrás apenas da canção “Pense em Mim”.
Uma das faixas mais famosas da dupla é, até hoje, presença garantida nos concertos do cantor Leonardo e ganhou uma versão punk ao ser interpretada pela banda Raimundos em 2001. Porém, seu grande destaque em 15 anos foi no programa da TV Globo The Voice Kids, em fevereiro de 2016, quando foi interpretada por quatro crianças, resultando em um aumento de 100% em apenas um mês.